# Jezioro Głębokie (powiat krośnieński)
Jezioro Głębokie (niem. Glembacher See) – jezioro na Równinie Torzymskiej, położone w województwie lubuskim, w powiecie krośnieńskim, w gminie Bytnica.

## Charakterystyka
Jezioro o pow. 59,5 – 76,0 ha i objętości ok. 765,5 tys. m³. Na jeziorze znajduje się wyspa, a na niej kolonia czapli siwej i kormorana czarnego. Przez jezioro przepływa niewielka rzeka – Biela. Jezioro silnie zeutrofizowane w większej części płytkie i silnie porośnięte roślinnością. Jest częścią obwodu rybackiego "Jezioro Głębokie".